# Heidefriedhof (Lette)

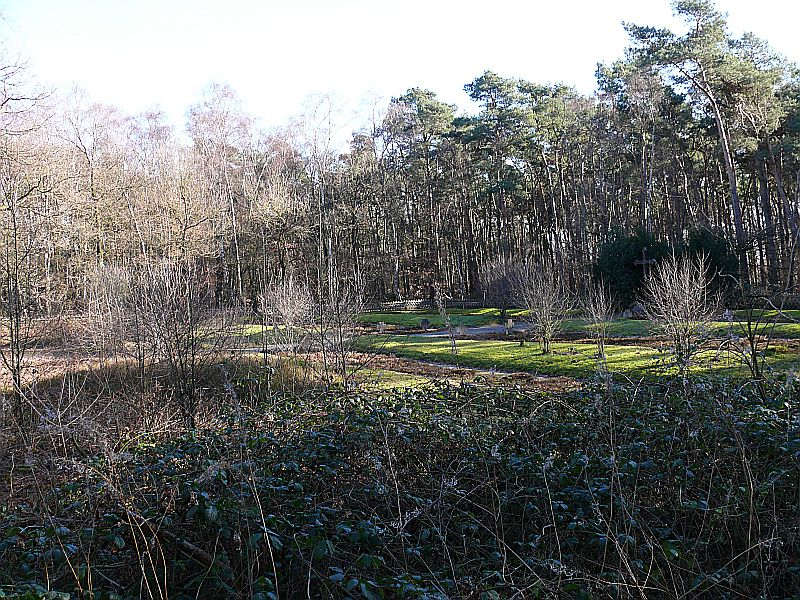
Heidefriedhof

Der Heidefriedhof im Coesfelder Ortsteil Lette ist eine Gedenkstätte im Münsterland, Nordrhein-Westfalen.

## Geschichte
Das Gelände des früheren Reichsarbeitsdienstlagers Letter Bruch wurde ab 1946 durch den Kreis Coesfeld zur vorübergehenden Unterbringung von Vertriebenen aus den ehemaligen deutschen Ostgebieten genutzt.
Ab 1949 entstand aus dem Durchgangslager der Heidehof, ein Altersheim für die noch im Lager verbliebenen Bewohner, die auf Grund ihres hohen Alters nicht mehr in der Lage waren, sich eine neue Existenz aufzubauen.
Die insgesamt 119 Verstorbenen des Heidehofes wurden 300 m südlich der Einrichtung in einem Wäldchen beigesetzt.
Im Jahre 1960 wurde der Heidehof geschlossen, und der Friedhof wurde nicht mehr genutzt. Nachdem die Ruhefristen abgelaufen waren, wurde der ehemalige Friedhof als Gedenkstätte in die Landschaftsplanung aufgenommen.
Der Heidefriedhof wird durch den Heimatverein Lette gepflegt. Die evangelische Kirchgemeinde gedenkt der Toten alljährlich zu Himmelfahrt mit einer Andacht auf dem Gelände.